# Non so che darei
Non so che darei è una canzone pop scritta ed incisa nel 1980 da Alan Sorrenti e facente parte dell'album Di notte.
Con questo brano, Alan Sorrenti rappresentò l'Italia all'Eurovision Song Contest 1980. Sorrenti nello stesso anno presentò il brano anche al Festivalbar, in qualità di ospite, e come concorrente a Un disco per l'estate.
Del brano venne fatta dallo stesso Alan Sorrenti anche una versione in lingua inglese intitolata If You Need Me Now e presente sul lato B del 45 giri.
Il singolo, pubblicato su etichetta Strand e prodotto dallo stesso Alan Sorrenti, da Jay Graydon e da Corrado Bacchelli, raggiunse il primo posto delle classifiche in Italia (dove fu il terzo 45 giri più venduto di quell'anno) e il 3º posto delle classifiche in Svizzera.

## Storia

### Il brano all'Eurovision Song Contest 1980
Sabato 5 aprile 1980 Alan Sorrenti presentò il brano all'Eurovision Song Contest, che si tenne al Concertgebouw de L'Aia.
Non so che darei si piazzò al 6º posto  con 87 punti, dietro al brano What's Another Year dell'irlandese Johnny Logan (che ottenne 143 punti), al brano Theater della tedesca Katja Ebstein (secondo con 128 punti), a Love Enough for Two del gruppo britannico Prima Donna (terzo con 106 punti) a Cinéma della svizzera Paola (quarto con 104 punti), ad Amsterdam dell'olandese Maggie MacNeal (quinto con 93 punti) e davanti Um grande, grande amor del portoghese José Cid (settimo con 71 punti).

### Il brano nelle classifiche

#### Italia
Come detto, il 45 giri Non so che darei fu il terzo singolo più venduto in Italia nel 1980. Meglio di Non so che darei fecero soltanto Video Killed the Radio Star di The Buggles e Olympic Games di Miguel Bosé (brano vincitore anche del Festivalbar); immediatamente dietro a Non so che darei si piazzarono invece in termini di copie vendute Luna di Gianni Togni e Amico di Renato Zero.

## Testo
(Alan Sorrenti, Non so che darei (1980))
Si tratta di una canzone d'amore: il protagonista teme di perdere la donna della sua vita. E si dichiara disposto a fare qualunque cosa pur di (ri)conquistarla e di passare anche una sola notte accanto a lei.

## Tracce
Testi e musiche di Alan Sorrenti.
1. Non so che darei – 3:25
2. If You Need Me Now – 3:25

Durata totale: 6:50

## Classifiche
| Paese    | Posizione massima | Nr. di settimane |
| -------- | ----------------- | ---------------- |
| Austria  | 14                | 12               |
| Germania | 22                | 20               |
| Italia   | 1                 |                  |
| Norvegia | 5                 | 11               |
| Svezia   | 5                 | 8                |
| Svizzera | 3                 | 10               |

## Cover
Una cover del brano è stata eseguita dai seguenti cantanti/gruppi (in ordine alfabetico):
- Hoffmann & Hoffmann (versione in tedesco Wenn ich dich verliere)[3]
- Olsen Brothers (feat. Alan Sorrenti)[3]
- Päivi (versione in finlandese Kaikki antaisin)[3]
- Raffaele (singolo del 2001)[3][7]